# Nitossolo
Nitossolo são solos minerais argilosos  com 350g/kg ou mais de argila, apresenta cerosidade (aspecto brilhoso) devido o seu material de origem ser um diabásio. Tem argila de atividade baixa (capacidade de troca catiônica) ou caráter alítico na maior parte do horizonte B, dentro de 150 cm da superfície do solo. São solos ricos levando em consideração seu caráter eutrófico, ou seja, alta saturação por bases como K+, Ca++, Mg++; são solos constituídos de material mineral, apresentam horizonte B nítico abaixo do horizonte A. O horizonte B ítico apresenta argila de atividade baixa ou caráter alítico na maior parte do horizonte B dentro de 150 cm da superfície do solo. A policromia (variação de cor em profundidade no perfil do solo), conforme descrita abaixo, deve ser utilizada como critério adicional na distinção entre Nitossolos e Argissolos Vermelhos ou Vermelhos-Amarelos nas situações em que forem coincidentes as demais características. Os Nitossolos praticamente não apresentam policromia acentuada no perfil e devem satisfazer os seguintes critérios de cores:
a) Para solos com todas as cores dos horizontes A e B, exceto BC, dentro de uma mesma página de matiz, admitem-se variações de, no máximo, 2 unidades para valor e/ou 3 unidades para croma*;
b) Para solos apresentando cores dos horizontes A e B, exceto BC, em duas páginas de matiz, admite-se variação de ≤ 1 unidade de valor e ≤ 2 unidades de croma*;
c) Para solos apresentando cores dos horizontes A e B, exceto BC, em mais de duas páginas de matiz, não se admite variação para valor e admite-se variação de ≤ 1 unidade de croma*.
• Admite-se variação de croma de uma unidade a mais que a indicada para solos intermediários (latossólicos, rúbricos, etc), ou quando a diferença ocorrer entre o horizonte A mais superficial e horizonte(s) da parte inferior do perfil, situado(s) a mais de 100 cm da superfície do solo. Símbolo: N
Com coloração avermelhada escura ou amarronzada, não encharcam e são apropriados para a agricultura.